# Abadía de Nuestra Señora de la Alegría
La Abadía de Nuestra Señora de la Alegría (en chino tradicional, 聖母神樂院; jyutping, Sing Mou San Lok Jyun) es un monasterio en Tai Shui Hang (大水坑), en la isla de Lantau, Hong Kong al sur de China. Es el hogar donde viven varios monjes católicos de la Orden Cisterciense de la Estricta Observancia, o trapenses. Adoptó su nuevo nombre oficial de Nuestra Señora de la Alegría el 15 de enero de 2000.
El monasterio es famoso por su Lechería trapense, cuyos productos conocidos como «lecha de la Cruz» (十字牌牛奶) o «leche sacerdotal» (神父牌牛奶) por los habitantes de Hong Kong. La fábrica, sin embargo, ahora se encuentra en el Castle Peak Road, en Yuen Long, y la granja de vacas se ha trasladado a China continental.

## Historia
En 1947, los monjes trapenses de la Abadía de Nuestra Señora de la Alegría (diócesis de Zhengding) transfirieron su monasterio al condado de Xindu (Chengdu, Sichuan), debido a la guerra civil en curso. El padre Paulin Li y cuarenta monjes llegaron a su destino vía Shanghái. Permanecieron en Sichuan durante dos años, hasta finales de 1949, cuando también llegó allí la invasión comunista. En ese momento, el norte y el centro de China ya estaban tomados por los comunistas. Se hizo evidente que la comunidad monástica tenía que mudarse de nuevo. El día de Navidad de 1949, los comunistas ocuparon el monasterio de Chengdu y sus terrenos circunvecinos. Un par de jóvenes monjes fueron brutalmente golpeados y tres de ellos, Vincent Shi, Albert Wei y el padre You, fueron martirizados después de brutales torturas. El padre Paulin Li logró trasladar a diez de los monjes a Canadá, entre ellos nueve chinos y un belga. Finalmente, la abadía se restableció en la isla Lantau (Hong Kong británico). El 19 de febrero de 1956 se aseguró una ubicación permanente para la Abadía de Nuestra Señora de la Alegría de Hong Kong.